# Keissleriella culmifida
Keissleriella culmifida är en svampart som först beskrevs av Petter Adolf Karsten, och fick sitt nu gällande namn av S.K. Bose 1961. Keissleriella culmifida ingår i släktet Keissleriella och familjen Massarinaceae.  Arten är reproducerande i Sverige. Inga underarter finns listade i Catalogue of Life.